# Ледейл Річі
Ледейл Осаджі Річі (англ. Ladale Osagie Richie, нар. 31 травня 1988) — ямайський футболіст, захисник національної збірної Ямайки та клубу «Монтего-Бей Юнайтед».

## Клубна кар'єра
У дорослому футболі дебютував 2011 року виступами за команду клубу «Вілледж Юнайтед», в якій провів один сезон, взявши участь у 32 матчах чемпіонату. Більшість часу, проведеного у складі У складі, був основним гравцем захисту команди.
До складу клубу «Монтего-Бей Юнайтед» приєднався 2012 року. Відтоді встиг відіграти за команду з Монтего-Бей 133 матчі в національному чемпіонаті.

## Виступи за збірну
2016 року дебютував в офіційних матчах у складі національної збірної Ямайки.
У складі збірної був учасником розіграшу Золотого кубка КОНКАКАФ 2017 року в США.

## Титули і досягнення
- Срібний призер Золотого кубка КОНКАКАФ: 2017